# Martial Donnet
Martial Donnet (ur. 22 września 1956 r.) – szwajcarski narciarz alpejski. Nie brał udziału w zimowych igrzyskach olimpijskich, ani w mistrzostwach świata w narciarstwie alpejskim. Jego najlepszym sezonem w Pucharze Świata był sezon 1978/1979, kiedy to zajął 27. miejsce w klasyfikacji generalnej.

## Sukcesy

### Puchar Świata

#### Miejsca w klasyfikacji generalnej
- 1978/1979 – 27.
- 1979/1980 – 78.

#### Miejsca na podium
1. Madonna di Campiglio – 13 grudnia 1978 (slalom) – 1. miejsce